# Bang Bang Bang (canção de Big Bang)
"Bang Bang Bang" (hangul: 뱅뱅뱅) é uma canção gravada pelo grupo sul-coreano Big Bang, contida em seu single A (2015) e em seu terceiro álbum de estúdio Made (2016). Foi lançada em formato digital em 1 de junho de 2015. Composta por Teddy Park, G-Dragon e T.O.P e produzida pelos dois primeiros, a canção obteve êxito comercial, liderando a Billboard World Digital Songs nos Estados Unidos e a parada da Gaon na Coreia do Sul, tornando-se o single mais vendido do ano de 2015 no país e levando o grupo a receber, seu segundo prêmio de Canção do Ano no Mnet Asian Music Awards e seu primeiro prêmio de Canção do Ano no Melon Music Awards no mesmo ano. No Japão, "Bang Bang Bang" alcançou um pico de segundo lugar na Billboard Japan Hot 100 e foi premiada como Canção do Ano (Ásia) pela Japan Gold Disc Award por dois anos consecutivos, em 2016 e 2017.
Seu vídeo musical correspondente, dirigido por Seo Hyun-seung, foi o mais visto de um artista sul-coreano na plataforma de vídeos Youtube em 2015.

## Antecedentes e promoção
Em 27 de maio de 2015, a YG Entertainment revelou a primeira imagem teaser contendo o anúncio de lançamento de "Bang Bang Bang", seu executivo Yang Hyun-suk, descreveu a canção como "a mais poderosa que você já ouviu". Antes de seu lançamento, o Big Bang participou de uma contagem regressiva oficial realizada em um evento ao vivo através do aplicativo "V" do portal Naver, em 31 de maio de 2015, onde discutiram sobre seus novos lançamentos e responderam a perguntas enviadas pelos fãs.
Como parte de suas promoções, o grupo realizou a primeira apresentação de "Bang Bang Bang" através do programa M! Countdown da Mnet, juntamente com o single "We Like 2 Party" em 3 de junho, e posteriormente no talk show You Hee-yeol's Sketchbook da KBS2. No Japão, a canção foi apresentada pelo Big Bang nos programas de televisão japoneses Music Station da TV Asahi em 5 de fevereiro de 2016, Momm!! da TBS em 8 de fevereiro, dentre outros.

## Composição
"Bang Bang Bang" é uma canção dance-pop e trap que incorpora elementos de electropop. Composta por Teddy Park, G-Dragon e T.O.P e produzida pelos dois primeiros, sua sonoridade é comparada por Julianne E. Shepherd do website The Muse, como sendo uma mistura do grupo de hip hop estadunidense Migos com a batida do gênero hi-NRG. Tamar Herman da Billboard, a caracteriza musicalmente como sendo "preenchida por um sintetizador que ecoa" ao longo da faixa "com batidas alternadas e poderosas sirenes", dando a "Bang Bang Bang" um "ambiente caótico". A canção foi descrita pelo canal Fuse, como tendo uma batida dance inspirada nos anos noventa até se transformar em uma canção de trap intensa, semelhante a canções como "Turn Down for What" de DJ Snake e Lil Jon e "Get Low" de Dillon Francis, esta transformação de "Bang Bang Bang" em trap, ocorre durante seu refrão e em suas duas últimas estrofes, quando o grupo entoa a linha "Deixe o bumbo tocar". Seu refrão apresenta ainda o gancho: "Como se tivesse levado um tiro / bang bang bang", considerado menos onomatopeico e mais como uma homenagem ao grupo.
Uma versão em língua japonesa de "Bang Bang Bang" foi lançada em Made Series (2016), o quinto álbum de estúdio japonês do Big Bang, contendo letras adicionais de Verbal, membro do grupo japonês M-Flo.

## Recepção da crítica e impacto
A Billboard classificou "Bang Bang Bang" em décimo lugar em sua lista referente as melhores canções do Big Bang, descrevendo-a como uma canção "impossível de se ignorar", afirmando que, "embora a súbita mudança de ritmo ao longo do single pareça dissonante ao se ouvir pela primeira vez", a faixa apresenta uma "energia frenética" como um de seus componentes, o que a torna "ainda mais atraente". O jornal Sun-Times incluiu a canção em sua lista referente as dez melhores canções do Big Bang destacando que "esta faixa pronta para o clube, leva o estilo clássico do Big Bang a novos níveis de sofisticação". A Fuse a comparou com o também single do Big Bang, "Fantastic Baby" (2012), chamando ambas as faixas de "festa contínuas". O serviço de música KKBox elogiou seu som notado como energético e saudou "Bang Bang Bang" como uma canção clássica do grupo. A revista Thump a elegeu uma das melhores canções do verão, considerando-a um "uma explosão multi-gênero" que é "uma combustão em qualquer idioma, em qualquer país".
"Bang Bang Bang" liderou a pesquisa anual realizada pela empresa de análise de público Gallup Korea, referente a canção do ano entre coreanos de 13 a 59 anos de idade em 2015. A canção foi uma das canções escolhidas pelo governo sul-coreano, para fazer parte de suas transmissões de propaganda feitas por alto-falantes, próximo a fronteira com a Coreia do Norte, em resposta ao teste nuclear de janeiro de 2016. Além disso, foi cantada por estudantes universitários de Seul, durante os protestos pela renúncia da presidente Park Geun-hye em 2016.

## Vídeo musical
O vídeo musical de "Bang Bang Bang" foi dirigido por Seo Hyun-seung, que já havia trabalhado com o grupo no vídeo de "Fantastic Baby" e coreografado por Parris Goebel, que realiza uma participação no mesmo. Após seu lançamento em 1 de junho de 2015, o vídeo musical recebeu análises positivas dos críticos de música. Jeff Benjamin da Fuse, descreveu-o como "os rapazes curtindo em uma série de olhares selvagens, penteados e moda, em um mundo tingido de neon", enquanto Eric Ducker, da Rolling Stone, afirmou que "nada realmente supera a grandiosidade explosiva de Bang Bang Bang das lendas do Big Bang". A Billboard elogiou sua moda, observando que cada estilo apresentado pelos membros estava no ponto. Tom Breihan em sua resenha sobre o vídeo para o Stereogum, descreveu-o como "um vídeo incrivelmente épico", e analisou que ele possui "um belo e absurdo tumulto de glitter, cabelo rosa, carros rebaixados, motocicletas e lança-chamas", Breihan destaca ainda o uso de elementos que incluem modelos andrógenos em coleiras, canhões antiaéreos e veículos de ataque sendo conduzidos como carruagens. Mais tarde, classificou o vídeo de "Bang Bang Bang" como o décimo quarto melhor vídeo musical do ano, tornando-o único vídeo de língua não inglesa na lista. O jornal Miami New Times, destacou o vídeo como "bombástico" e elogiou o que considera como sendo "o que é a hallyu", apresentando "trajes insanos, dança dinâmica e nível de produção que combina e até mesmo supera, os de seus concorrentes ocidentais".
Sua recepção por parte do público foi favorável, onde o mesmo converteu-se no vídeo musical de K-pop mais visto na América e ao redor do mundo no mês de junho de 2015 e posteriormente, no vídeo mais visto do ano de um artista sul-coreano. Em janeiro de 2017, se tornou o segundo vídeo musical de um grupo masculino coreano a superar as duzentas milhões de visualizações na plataforma de vídeos Youtube. Em 5 de janeiro de 2016, uma versão japonesa de duração curta e essencialmente igual a produção coreana, foi divulgada pela YG Entertainment como parte das promoções do álbum Made Series (2016).

## Desempenho nas paradas musicais
"Bang Bang Bang" alcançou a primeira colocação no iTunes Top Songs de oito  países da Ásia. Na Coreia do Sul, estreou em número um na Gaon Digital Chart, Gaon Streaming Chart com mais de 6,2 milhões de transmissões e Gaon Download Chart, vendendo 339,856 mil downloads digitais em sua primeira semana nas paradas, o que a tornou, a canção de um grupo com o maior número de vendas em sua primeira semana da Gaon em 2015. No fim do mês de junho, se estabeleceu na primeira colocação nas paradas mensais das três tabelas, com vendas de 681,111 mil cópias digitais. Posteriormente, "Bang Bang Bang" liderou as paradas anuais da Gaon Digital Chart, Gaon Streaming Chart e Gaon Download Chart, obtendo mais de 1,581 milhões de downloads digitais pagos no país. Em Taiwan, "Bang Bang Bang" foi eleita a segunda canção coreana mais popular do ano, através do serviço de música KKBox. No Japão, obteve pico de número dois na Billboard Japan Hot 100 e liderou a lista de top 10 canções do ano de 2017 do KKBox japonês.
O Big Bang tornou-se o primeiro artista masculino de K-pop, a ingressar em uma parada francesa, com "Bang Bang Bang" posicionando-se no número de 194 na SNEP. Nos Estados Unidos, liderou a Billboard World Digital Songs, com vendas de onze mil cópias em sua primeira semana, seguido de "We Like 2 Party" em segundo lugar. Este feito que havia se repetido anteriormente com os singles "Loser" e "Bae Bae", levou o quinteto a igualar o recorde do cantor Psy.
| Paradas (2015)                                 | Melhor posição |
| ---------------------------------------------- | -------------- |
| Coreia do Sul (Gaon Weekly Digital Chart)      | 1              |
| Coreia do Sul (Gaon Monthly Digital Chart)     | 1              |
| Coreia do Sul (Gaon Weekly Download Chart)     | 1              |
| Coreia do Sul (Gaon Weekly Streaming Chart)    | 1              |
| Estados Unidos (Billboard World Digital Songs) | 1              |
| Estados Unidos (Billboard YouTube chart)       | 13             |
| Finlândia (Suomen virallinen lista)            | 30             |
| França (SNEP)                                  | 194            |
| Japão (Billboard Japan Hot 100)                | 2              |

| País           | Parada                        | Vendas    |
| -------------- | ----------------------------- | --------- |
| Coreia do sul  | Gaon Download Chart (2015)    | 1,581,284 |
| Estados Unidos | Billboard World Digital Songs | 11,000    |
| China          | Kugou                         | 3,253,500 |

| Paradas (2015)                                      | Posição |
| --------------------------------------------------- | ------- |
| Coreia do Sul (Gaon Yearly Digital Chart)           | 1       |
| Coreia do Sul (Gaon Yearly Download Chart)          | 1       |
| Coreia do Sul (Gaon Yearly Streaming Chart)         | 1       |
| Estados Unidos (Billboard World Digital Songs)      | 5       |
| Paradas (2016–17)                                   | Posição |
| Estados Unidos (Billboard World Digital Songs 2016) | 16      |
| Japão (Billboard Japan Hot 100 2016)                | 28      |
| Japão (Billboard Japan Hot 100 2017)                | 95      |

| País  | Provedor | Certificação | Vendas   |
| ----- | -------- | ------------ | -------- |
| Japão | RIAJ     | Ouro         | 100,000+ |

## Prêmios e indicações
| Ano  | Premiação                      | Categoria                                     | Resultado | Ref.          |
| ---- | ------------------------------ | --------------------------------------------- | --------- | ------------- |
| 2015 | Mnet Asian Music Awards        | Canção do Ano                                 | Venceu    | [ 50 ] [ 51 ] |
| 2015 | Mnet Asian Music Awards        | Melhor Performance de Dança (Grupo Masculino) | Indicado  | [ 50 ] [ 51 ] |
| 2015 | MTV Iggy                       | Canção Internacional do Verão de 2015         | Venceu    | [ 52 ] [ 53 ] |
| 2015 | Melon Music Awards             | Canção do Ano                                 | Venceu    | [ 54 ]        |
| 2015 | Melon Music Awards             | Prêmio de Popularidade do Internauta          | Venceu    | [ 54 ]        |
| 2015 | KpopStarz Best Of K-Pop Awards | Melhor Canção de K-Pop do Ano                 | Venceu    | [ 55 ]        |
| 2015 | SBS PopAsia Awards             | Melhor Canção do Ano                          | Venceu    | [ 56 ]        |
| 2016 | Gaon Chart Awards              | Canção do Mês (Junho)                         | Venceu    | [ 57 ]        |
| 2016 | Seoul Music Awards             | Gravação do Ano em Lançamento Digital         | Venceu    | [ 58 ]        |
| 2016 | QQ Music Awards                | Melhor Vídeo Musical                          | Venceu    | [ 59 ]        |
| 2016 | RTHK International Pop Awards  | Dez Melhores Vendas Digitais Lançadas         | Venceu    | [ 60 ]        |
| 2016 | Japan Gold Disc Award          | Canção do Ano por Download (Ásia)             | Venceu    | [ 61 ]        |
| 2017 | Japan Gold Disc Award          | Canção do Ano por Download (Ásia)             | Venceu    | [ 62 ]        |

### Vitórias em programas de música
| Data                | Programa     | Emissora |
| ------------------- | ------------ | -------- |
| 14 de junho de 2015 | Inkigayo     | SBS      |
| 28 de junho de 2015 | Inkigayo     | SBS      |
| 11 de junho de 2015 | M! Countdown | Mnet     |
| 25 de junho de 2015 | M! Countdown | Mnet     |

## Histórico de lançamento
| Região        | Data                   | Língua  | Formato             | Gravadora        |
| ------------- | ---------------------- | ------- | ------------------- | ---------------- |
| Coreia do Sul | 1 de junho de 2015     | coreano | CD download digital | YG Entertainment |
| Mundo         | 1 de junho de 2015     | coreano | CD download digital | YG Entertainment |
| Japão         | 17 de junho de 2015    | coreano | CD download digital | YG Entertainment |
| Japão         | 3 de fevereiro de 2016 | japonês | CD download digital | YGEX             |